# Tre slags kærlighed
Tre slags kærlighed er en dansk film fra 1970, instrueret af Mac Ahlberg efter manuskript af Peer Guldbrandsen.

## Medvirkende
- Gun Falck
- Klaus Pagh
- Søren Strømberg
- Bent Warburg
- Susanne Jagd
- Lise-Lotte Norup
- Tove Bang
- Tove Maës
- Benny Hansen
- Poul Glargaard
- John Larsen
- Børge Møller Grimstrup